# Tristram Carfrae

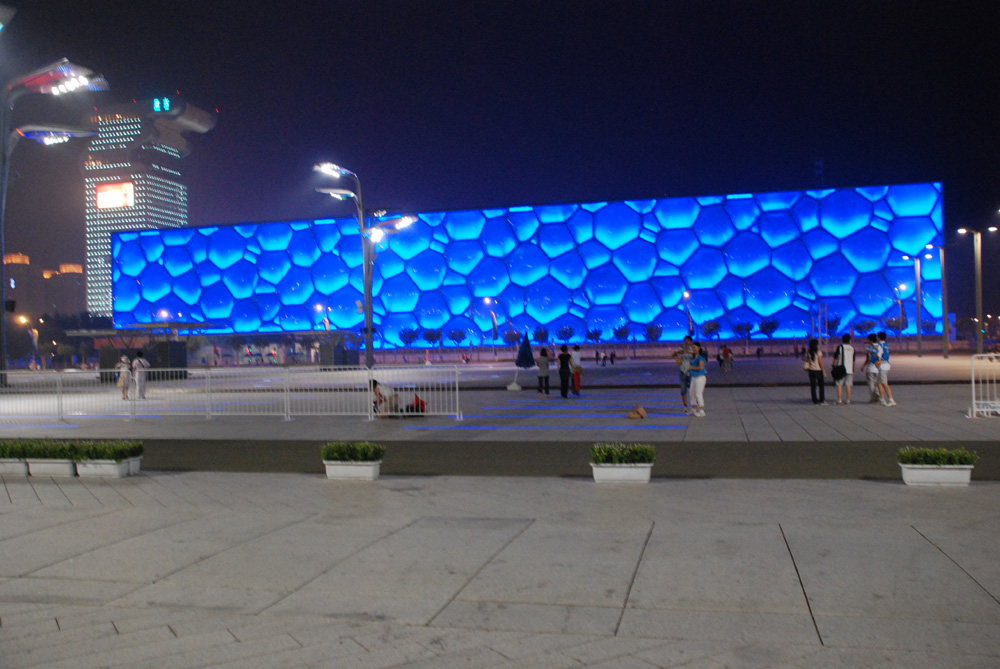
Watercube, Peking

Tristram Carfrae (* April 1959) ist ein australischer Bauingenieur.
Carfrae studierte in Cambridge und war nach dem Abschluss ab 1981 bei Arup. Er ist stellvertretender Vorsitzender des Ingenieurbüros Arup in London und einer von 40 Arup Fellows.
Nach dem Studium fing er bei Arup an und arbeitete dort unter Peter Rice, der bei Arup hauptsächlich für den Bau des Dachs des Sydney Opera House verantwortlich war. Rice war mit John Thornton Ingenieur für das Lloyds Building des Architekten Richard Rogers und Carfrae war an der Stahlkonstruktion des Atriums beteiligt. Seit den 1980er Jahren befasst er sich mit leichten ressourcensparenden weitgespannten Tragwerkstrukturen. Zum Beispiel war er 1983 am Schlumberger Forschungsgebäude des Architekten Michael Hopkins in Cambridge beteiligt, wo erstmals in Großbritannien mit PTFE beschichtetes Glasfasergewebe eingesetzt wurde. Besonders bekannt ist er für Sportstadien. Er war lange für Arup in Australien, war 1998 bis 2000 zurück in London um für Arup Associates (die Architektur-Sparte) zu arbeiten und war dann wieder in Australien. Ab 2007 leitete er den globalen Bausektor bei Arup und war ab 2011 wieder in London in der Zentrale.
2014 erhielt er die Goldmedaille der Institution of Structural Engineers und die Milne Medal der britischen Sektion der International Association for Bridge and Structural Engineering (IABSE).  2006 wurde Carfrae zum  Royal Designers for Industry (RDI)  durch die Royal Society of Arts (RSA) gewählt, und 2017 wurde er Master der Faculty of RDI. 2001 wurde er Australian Professional Engineer des Jahres. 2008 erhielt er den Hero of Innovation Award des Warren Centre und 2009 erhielt er den MacRobert Award. 2018 erhielt er den International Award of Merit in Structural Engineering. Er ist Mitglied der Academy of Technological Sciences and Engineers.
Er arbeitete mit Architekten wie Renzo Piano, Richard Rogers, Philip Cox und Thomas Heatherwick zusammen.

## Werke
- Helix-Brücke in Singapur
- Nationales Schwimmzentrum Peking („Water Cube“) für die Olympischen Sommerspiele 2008 in Peking. Er ist besonders für dieses Gebäude bekannt. Eingesetzt wurde ETFE Kunststoff, das im Gegensatz zu Glas den Schall wenig reflektierte und trotzdem Licht einließ.
- Allianz Stadium (Sydney) (Architekt Philip Cox).
- Brisbane Convention & Exhibition Centre (BCEC)
- Etihad Stadium (City of Manchester Stadium) in Manchester
- Dom der Royal Agricultural Showground Exhibition Halls, Sydney
- Melbourne Rectangular Stadium (AAMI Park Stadium), Melbourne
- Tennis Centre und Dunc Gray Velodrome für die Olympischen Sommerspiele 2000 in Sydney
- Mitarbeit bei der Vollendung der Sagrada Familia von Antoni Gaudí in Barcelona
- in Planung befindliche Garden Bridge in London über die Themse (Architekt Thomas Heatherwick)